# Lexington Financial Center
Lexington Financial Center – wieżowiec w Lexington, w stanie Kentucky, w Stanach Zjednoczonych, o wysokości 125 m. Budynek został otwarty w 1987 i posiada 32 kondygnacje.